# Rafael Hierro Martínez
Rafael Hierro Martínez (c. 1893-Madrid, setembre de 1965) va ser un militar espanyol, general de l'Exèrcit, governador civil de la província de La Corunya i director general de Seguretat durant la dictadura franquista.

## Biografia
El seu naixement es data sense confirmació cap a 1893. Designat cap provincial del Moviment i governador civil de la província de la Corunya en 1949, va estar al capdavant de la governació civil fins a 1951.
Durant 1951 exerciria breument com a inspector general de la Policia Armada i de Trànsit. Va exercir després el càrrec de director general de Seguretat entre 1951 i 1957, substituint al també militar Francisco Rodríguez Martínez. Va ser nomenat fill adoptiu de la ciutat de Santiago de Compostel·la en 1952. Durant el seu mandat, en 1953, van tenir lloc les tortures al militant socialista Tomás Centeno Sierra en la seu de la Direcció general de Seguretat en la madrilenya Puerta del Sol. Membre de la Comissió Nacional d'Homenatge als Cavallers ExCombatents de les Campanyes d'Ultramar, creada el gener de 1956 per homenatjar a combatents a Cuba, Filipines i Puerto Rico, va morir al setembre de 1965 a Madrid.
Des de 1966 dona nom a un carrer de Madrid, la travessia del general Hierro Martínez.

## Reconeixements
- Gran Creu de la Reial i Militar Orde de Sant Hermenegild (1951)[10]
- Gran Creu (amb distintiu blanc) de l'Orde del Mèrit Militar (1961)[11]